# 1825 aux échecs
| Années des échecs : 1822 - 1823 - 1824 - 1825 - 1826 - 1827 - 1828    |
| Décennies des échecs : 1790 - 1800 - 1810 - 1820 - 1830 - 1840 - 1850 |

Cet article présente les faits marquants de l'année 1825 aux échecs.

## Événements majeurs
- Un premier tournoi d’échecs fédéral de Suisse se tient à Baden[1].
- Fermeture du Parloe, cercle d’échecs londonien[1].

## Divers
- Francois Villot publie sa théorie selon laquelle le jeu d’échecs était déjà joué au temps des Egyptiens par des prêtres égyptiens (Origine Astronomique du Jeu des echecs)[1].
- William Lewis The First and Second Games Now Pending Between London and Edingurgh Chess Clubs[1].
- Maelzel s’enfuit aux États-Unis avec le Turc mécanique, pour échapper à ses créanciers[1].

## Naissances
- 25 septembre : Charles Alfred Hooper, créateur d’Ajeeb, supposé automate d’échecs[1].
- Thomas Wilson Barnes, fort joueur d’échecs anglais, ayant eu le plus grand nombre de victoires contre Paul Morphy[1].

## Nécrologie
- 24 février : Thomas Bowdler